# Хайрутдинов, Музагит Хайрутдинович
Музагит Хайрутдинович Хайрутдинов (26 марта 1901, Туркменево (сейчас в составе города Октябрьского, Республика Башкортостан) — 4 сентября 1944, Дахау) — татарский поэт и прозаик. Писал под псевдонимом Хайрутдин Музай. Кадровый военный, полковник. Один из руководителей Братского союза военнопленных, подпольной антифашистской организации (1943—1944).

## Биография
Музагит Хайрутдинов родился 26 марта 1901 года г. в деревне Туркменево (с 1946 года она входит в состав г. Октябрьского) Туймазинского района Республики Башкортостан Российской Федерации. С восемнадцати лет он был призван в ряды Красной Армии. Окончив курсы по подготовке младших командиров, стал кадровым военным. Воевал с басмачами в Средней Азии, служил на пограничной заставе, в 1938 году. участвовал в боях против японских войск на озере Хасан.
С первых же дней Великой Отечественной войны командовал 789-м стрелковым полком 227-й стрелковой дивизии. Летом 1942 года, во время наступления на Харьков, полк, которым командовал Хайрутдинов, оказался во вражеском кольце. 789 полк больше месяца сражался в окружении. В одном из боев командир полка был ранен и попал в плен.
В Мюнхене в лагере для военнопленных, где находилось свыше 1200 человек, он стал одним на руководителей антифашистского подполья «БСВ» («Братское сотрудничество военнопленных»).
После долгих скитаний по лагерям он попадает в Мюнхен — в лагерь для советских военнопленных. Здесь он стал одним из руководителей подпольной антифашистской организации. В конце 1943 г. после множественных пыток и дознаний гестапо напало на след подпольщиков. Руководители и члены подполья были брошены в лагерь Дахау.
4 сентября 1944 года фашистские палачи расстреляли 92 советских патриота. В их числе был и Хайрутдин Музай.

## Воспоминания
Незадолго до казни с Хайрутдиновым виделся узник Дахау В. М. Бикташев из Аургазинского района. Он вспоминает:
«Среди обреченных я разыскал своего земляка Хайрутдинова Музагита. Его трудно было узнать. На лице, на голове, всюду синяки, кровоподтеки, на спине следы побоев, на ногах разрезаны мускулы, выбиты зубы… Музагит Хайрутдинов сообщил мне свой адрес, просил передать своей семье и родным, что он погибает за Родину. Одновременно просил меня передать товарищам по подполью соблюдать строжайшую конспирацию и мстить фашистам за них… Я понял одно: мой земляк Хайрутдинов Музагит и его товарищи перенесли все, но врагу не выдали никакой тайны, никаких связей и никого из участников подполья не предали. Своей стойкостью они удивляли даже палачей…».

## Творчество
Музагит Хайрутдинов занимался литературным творчеством под псевдонимом «Хайрутдин Музай»: с конца 1920-х годов в татарской периодической печати часто публиковались его стихи, рассказы и очерки, посвященные военной тематике, жизни и быту пограничников. В 1932 году в Казани вышел первый сборник стихотворений X. Музая «Люди с винтовками».
В декабре 1941 года подполковник Музагит Хайрутдинов публикует своё «Открытое письмо немецкому народу от командира и поэта Музая».
Свой не оконченный из-за войны роман Хайрутдинов назвал «С дальней дороги».

## Память
Более тридцати лет в Октябрьском проводятся разнообразные мероприятия, посвящённые Музагиту Хайрутдиновичу Хайрутдинову.
В 1978 году решением исполкома городского Совета официально признаны «Хайрутдиновские чтения», которые регулярно проводились и проводятся во всех библиотеках города.
4 сентября, день гибели воина и поэта, стал Днем памяти Музагита Хайрутдинова. В Октябрьском, около мемориала, «Звучат страстные и проникновенные строки его стихов».
В Туркменево Музагиту Хайрутдинову установлен памятник (в 2001 г.), его имя носят одна из улиц и центральная библиотека (с 1998 г.) города Октябрьского. Более 10 лет вручается премия имени Музагита Хайрутдинова. Средства на неё выделяет местный бюджет, лауреатом может стать каждый: в числе обладателей премии уже числятся работники музеев, писатели, поэты, учителя, члены поисковых групп.

## Произведения
- 1. Дневниковые записки татарского поэта, полковника М. Хайрутдинова, 1938: Ксерокопия из Национальной библиотеки Татарстана.
- 2. Можай, Х. Мылтыклылар: Шигырьлар, хикаялар, очерклар / Х. Можай; жаваплы ред. Г. Гали, техн. Ред. Ф. Амирхан. — Казан: Татиздат, 1932. — 56 б.
- 3. Можай, Хайретдин Сугыш язмалары. / Х. Можай. — Казан: Тат.китап нашрияты,1967. — 336 б.
- 4. Можай, Хайретдин Сугыш язмалары / Тозучесе хам суз башын язучы С. Шакир. — Казан: Тат.китап нашрияты,1968. — 333б.
- 5. Музай, Хайретдин Девушка в шлеме: Рассказ / Х. Музай // Первые уроки патриотического воспитания детей. — Октябрьский, 1999. — С.20-28.
- 6. Музай, Х. Девушка в шлеме: Рассказ / Х. Музай // Октябрьский нефтяник. — 1977. — 6 сентября. — С.4
- 7. Там же. — 3 сентября. — С.4.
- 8. Там же. — 8 сентября. — С.4.
- 9. Ненаписанная поэма // Юзеев И. Встреча с вечностью: Стихи, поэмы, трагедии. — Казань: Тат. кн. изд-во,1984. —
- 10. Хайретдин М. Апама / Хайретдин М. // Нарыш тавым — язмыш тавым. — Уфа, 1996.
- 11. Хайретдин М. Шыгырьлар / М. Хайретдин // Нарыш тавым — язмыш тавым. — Уфа, 1996. — 4-5 б.
- 12. Хайретдин М. Я на китап / М. Хайретдин // Туган як. — 1999. — 4 сентября.
- 13. Хайретдин М. Жырнын гомере / М. Хайретдин // Туган як. — 1999. — 4 сентябрь.
- 14. Хайретдин М. Минем шатлыгым / М. Хайретдин // Туган як. — 1999. — 4 сентябрь.
- 15. Хайретдин М. Минем Шатлыгым — ант / М. Хайретдин // Ялкын. — 1967. — № 11. — 28 б.
- 16. Хайретдин, М. Язылмаган поэма / М. Хайретдин //Ватаным Татарстан. — 1984. — 18 ноябрь.
- 17. Хайрутдинов, М. Х. Летопись войны: Дневник / М. Х. Хайрутдинов; сост. С. Шакир. — Казань: Тат. кн. изд-во,1978.
- 18. Хайрутдинов, М. Стихотворения / М. Хайрутдинов // Первые уроки патриотического воспитания детей. — Октябрьский, 1999.
- 19. Хайрутдинов, М. Стихотворения / М. Хайрутдинов // Три поэта — воина: Стихи / Пер. с тат. яз. — Казань: Тат. кн. изд — во, 1979.
- 20. Хайрутдинов М. Увиденное в деревне: Отрывок из поэмы / М. Хайрутдинов // Октябрьский нефтяник. — 1997. — 29 марта.